# Библиотека казнено поправног затвора Бијељина
Библиотека казнено поправног затвора Бијељина је позајмна библиотека за затворенике и притворенике која се налази у саставу Казнено поправног завода у Бијељини, Република Српска, БиХ. Налази се на адреси Шабачких ђака бр. 9.

## Казнено поправни завод Бијељина
Казнено поправни завод Бијељина је основан 1992. године и представља установу затвореног типа у коју се упућују лица мушког пола. У казнено поправном заводу казну служе лица осуђена на казну затвора у трајању од три године и мање, или када остатак казне по урачунатом притвору или раније издржаној казни не прелази три године, а која пре упућивања на издржавања казне нису била осуђена или су осуђивана највише једанпут, а која имају пребивалиште на подручију Бијељине, Зворника, Угљевика, Лопара, Сребренице, Братунца и Осмака.

## Библиотека
У казнено поправном заводу у циљу смисленог коришћења слободног времена и одржавања менталног и физичког здравља затвореника и притвореника, нуди се широка лепеза активности које се спроводе у склопу културно-просветних и спортских активности.
У ту сврху отворена је и библиотека. Затворска библиотека у Бијељини располаже са око 800 наслова, а сваке године од Народне библиотеке "Филип Вишњић" добију и попуне фонд са око 100 нових дела.
Затвореници и притвореници читају књиге разноликог жанра, од белетристике до стручне литературе. Читају књиге верског карактера, авантуристичке књиге, криминалистичке као и књиге из области психологије. Библиотека у свом фонду има и стручну литературу, разне законе, прописе и акте.